# 佐藤峻一
佐藤 峻一（さとう しゅんいち、1991年1月8日 - ）は、北海道常呂郡置戸町出身の元プロ野球選手（投手）。右投右打。2017年からは社会人野球の日本製鉄室蘭シャークスに所属している。

## 経歴

### プロ入り前
小学3年生の時に置戸ジャガーズで野球を始める。中学校時代には、外野手を経て、2年生から投手に転向。3年生の時には、北見市の大会で優勝を経験している。
北見柏陽高校へ進学すると、1年夏からベンチ登録。当時から140km/h台のストレートを投げていたという。3年夏の全国高等学校野球選手権北北海道大会では、北見支部予選の初戦から、大会の準々決勝で駒大岩見沢高校に敗れるまで無失点を続けていた。高校の同級生にタレントの菊地亜美（元アイドリング!!!）がいる（菊地は芸能活動のため2年生から上京し、東京都の日出高校へ転校）。
高校卒業後に道都大学へ進むと、硬式野球部に所属。札幌学生野球リーグでは、1年春から主戦投手として活躍した。リーグ戦の通算成績は26勝4敗、防御率1.27。4年秋には、チーム38年振りの明治神宮野球大会出場に貢献した。リーグ通算39試合26勝4敗、防御率1.27、MVP、最優秀投手、ベストナイン各2回、特別賞1回。
2012年のNPBドラフト会議で、オリックス・バファローズから2巡目で指名。契約金7,000万円、年俸1,200万円（金額は推定）という条件で入団した。入団当初の背番号は31。なお、この会議では、チームメイトの大累進内野手も、読売ジャイアンツから2巡目で指名。北海道内の高校・大学でのプレー経験がある道内出身選手では初めて、佐藤・大累ともNPB入りを果たした。

### オリックス時代
2013年には、ウエスタン・リーグ公式戦11試合に登板。1勝1敗、防御率3.00という成績を残した。
2014年には、ウエスタン・リーグ公式戦4試合に登板。入団以来一軍公式戦への登板機会がないまま、シーズン終了後に、球団から支配下選手契約の解除を通告された。しかし、11月26日に育成選手として再契約。背番号も123に変更した。
2015年には、ウエスタン・リーグ公式戦22試合に登板。1完投を含む5勝5敗、防御率4.46を記録した。シーズン終了後の12月12日には、支配下登録選手に復帰することや、背番号を13に変更することが球団から発表された。
2016年には、公式戦開幕直後の3月30日に、プロ入り後初の出場選手登録。4月2日の対千葉ロッテマリーンズ戦（京セラドーム大阪）に5番手投手として一軍デビューを果たし、その後一軍公式戦5試合に救援登板した。しかし、10月25日に球団から戦力外通告を受けた。12月2日付で、NPBから自由契約選手として公示。

### オリックス退団後
NPB他球団での現役続行を希望していたことから、2016年11月12日には、阪神甲子園球場で開催の12球団合同トライアウトに参加した。しかし、NPB他球団からのオファーはなかった。
2017年からは、地元の北海道内にある新日鐵住金の関連会社へ勤務しながら、社会人野球チームの室蘭シャークスでプレー。2023年限りで現役を引退して、投手コーチに就任した。

## 選手としての特徴
角度あるフォームから最速149km/hのストレートとスプリットを軸にスライダー、カーブを交えるピッチングスタイルが特徴。

## 詳細情報

### 年度別投手成績
| 年 度     | 球 団      | 登 板 | 先 発 | 完 投 | 完 封 | 無 四 球 | 勝 利 | 敗 戦 | セ 丨 ブ | ホ 丨 ル ド | 勝 率 | 打 者 | 投 球 回 | 被 安 打 | 被 本 塁 打 | 与 四 球 | 敬 遠 | 与 死 球 | 奪 三 振 | 暴 投 | ボ 丨 ク | 失 点 | 自 責 点 | 防 御 率 | W H I P |
| --------- | ---------- | ----- | ----- | ----- | ----- | -------- | ----- | ----- | -------- | ----------- | ----- | ----- | -------- | -------- | ----------- | -------- | ----- | -------- | -------- | ----- | -------- | ----- | -------- | -------- | ------- |
| 2016      | オリックス | 5     | 0     | 0     | 0     | 0        | 0     | 0     | 0        | 0           | .000  | 46    | 7.1      | 18       | 1           | 6        | 0     | 1        | 6        | 0     | 0        | 13    | 11       | 13.50    | 3.27    |
| 通算：1年 | 通算：1年  | 5     | 0     | 0     | 0     | 0        | 0     | 0     | 0        | 0           | .000  | 46    | 7.1      | 18       | 1           | 6        | 0     | 1        | 6        | 0     | 0        | 13    | 11       | 13.50    | 3.27    |

### 記録
- 初登板：2016年4月2日、対千葉ロッテマリーンズ2回戦（京セラドーム大阪）、8回表に5番手で救援登板・完了、2回2失点
- 初奪三振：2016年4月5日、対東北楽天ゴールデンイーグルス1回戦（京セラドーム大阪）、8回表に福田将儀から空振り三振

### 背番号
- 31 （2013年 - 2014年）
- 123 （2015年）
- 13 （2016年）